# Chaturale
Chaturale – gaun wikas samiti w środkowej części Nepalu w strefie Bagmati w dystrykcie Nuwakot. Według nepalskiego spisu powszechnego z 2001 roku liczył on 672 gospodarstw domowych i 3613 mieszkańców (1774 kobiet i 1839 mężczyzn).